# Калуджерович, Небойша
Небойша Калуджерович (черног. Nebojša Kaluđerović; род. 17 декабря 1955 года, Никшич) — черногорский политик и дипломат.
В феврале 2013 года назначен Национальным координатором Правительства Черногории по вопросам НАТО и советником Премьер-министра по иностранным делам. С июля по декабрь 2012 года был Министром иностранных дел и европейской интеграции Черногории, перед тем два года был государственным секретарём по политическим вопросам в Министерстве иностранных дел и европейской интеграции Черногории. Также работал на должностях главы Кабинета Президента Республики Черногории (2003–2004), руководителя кабинета Премьер-министра (2002–2003) и помощника Министра иностранных дел по вопросам многосторонних отношений (2000–2002).
Небойша Калуджерович был Постоянным представителем Черногории (2006–2010), Сербии и Черногории (2004–2006) в Организации Объединенных Наций, послом Черногории на Кубе и в Коста-Рике (2007–2010), а также дипломатическим представителем СФРЮ в нескольких странах и экономических миссиях.
Окончил юридический факультет Белградского университета (1977). Он владеет английским и русским языками.
31 марта 2007 получил Орден князя Даниила I от Николы Петровича-Негоша.